# Igreja da Ordem do Terço
A igreja da Ordem do Terço está localizada na Rua de Cimo de Vila, Porto, Portugal.
A sua construção teve início no ano de 1759, sendo atribuído a Nicolau Nasoni a autoria do projecto. De arquitectura barroca e rococó, a  igreja é dividida por uma nave única e capela-mor rectangulares. Fachada composta ao eixo por quatro elementos profusamente trabalhados, constituídos por portal, cartela, óculo e janelões laterais, sugerindo uma custódia. Os elementos decorativos predominantes são folhas de acanto, concheados, semi-esferas, volutas, medalhões.
A fachada, em granito lavrado, ostenta elementos rococó e o interior é decorado com estuques e talha. O retábulo da capela-mor data de 1776 e é da autoria de José Teixeira Guimarães.
Contíguo a esta igreja, funciona o Hospital da Nossa Senhora do Terço e Caridade, desde 1781.